# Eodorcadion glaucopterum
Eodorcadion glaucopterum är en skalbaggsart som först beskrevs av Ludwig Ganglbauer 1884.  Eodorcadion glaucopterum ingår i släktet Eodorcadion och familjen långhorningar. Inga underarter finns listade i Catalogue of Life.